# Olkowicze (gmina)
Olkowicze (początkowo Krajsk) – dawna gmina wiejska istniejąca w latach 1920–1925 w woj. nowogródzkim/Ziemi Wileńskiej II Rzeczypospolitej (obecnie na Białorusi). Siedzibą władz gminy było miasteczko Olkowicze (170 mieszk. w 1921 roku).
Gmina Olkowicze powstała w 1920 roku z przedzielonej granicą gminy Krajsk, należącej do powiatu wilejskiego, który wszedł w skład woj. nowogródzkiego. 13 kwietnia 1922 roku gmina wraz z całym powiatem wilejskim została przyłączona do objętej władzą polską Ziemi Wileńskiej.
Gminę zniesiono 1 stycznia 1926 roku, a jej obszar włączono do gmin Dołhinów i Ilia.

## Demografia
Według Powszechnego Spisu Ludności z 1921 roku gminę zamieszkiwało 4067 osób, 2633 było wyznania rzymskokatolickiego, 1369 prawosławnego, 24 staroobrzędowego, 41 mojżeszowego. Jednocześnie 2639 mieszkańców zadeklarowało polską, 1371 białoruską, 1 niemiecką, 41 żydowską, 15 rosyjską przynależność narodową. Było tu 651 budynków mieszkalnych.